# 禽獣 (小説)
『禽獣』（きんじゅう）は、川端康成の短編小説。川端康成の「抒情」と一対にある「非情」があらわされた名作とされている。犬や小鳥を愛育し、女の舞踊に打ち込む厭人癖の男の、禽獣（動物）と女に向けられる抒情と非情の眼差の物語。禽獣たちの無心の生命への讃歌の裏側に潜む虚無が描かれている作品である。

## 発表経過
1933年（昭和8年）、雑誌『改造』7月号（第15号第7号）に掲載された。なお、この際の編集担当は徳廣巌城（上林暁）だった。初出誌では一部に伏字が行われた。単行本は、翌年1934年（昭和9年）4月19日に改造社より刊行の『水晶幻想』に収録された後、その翌年1935年（昭和10年）5月20日に野田書房より刊行された。
翻訳版はエドワード・サイデンステッカー訳（英題：Of Birds and Beasts）をはじめ、韓国（韓題：금수、禽獣）、中国（中題：禽獣）、イタリア（伊題：Ucelli e altri animali）、ドイツ（独題：Von Vögeln und Tieren）、スペイン（西題：Sobre pájaros y animales）、フランス（仏題：Bestiaire）など世界各国で行われている。

## あらすじ
昔の女・千花子の舞踊会を観にいくためにタクシーで日比谷公会堂に向っていた「彼」は、禅寺の前の道で葬儀の渋滞に巻き込まれた。弔いの放鳥の籠を載せたトラックからの鳥の鳴声で、白日夢から目が覚めた「彼」は、もう1週間も押入れに放置したままの菊戴の番（つがい）の屍のことを思い出し、菊戴が死に至ってしまった経緯を回想する。
独身の「彼」は客人が訪れていても、愛玩動物を身辺から離したことがないほど小鳥や犬を愛でていた。「彼」は我のある人間と暮すよりも小動物たちに囲まれていることを好んでいた。しかし、産まれたての子犬を選別し間引きすることもあった。「彼」は、動物の生命や生態を一つの理想の鋳型にし、人工的に育て良種良種へと狂奔する動物虐待的な愛護者たち（彼自身を含めた）を、この天地の、また人間の悲劇的な象徴として冷笑しつつ容認していた。
「彼」は、まだ女になりきっていないボストン・テリアの分娩に立会いながら、その無頓着な雌犬の顔から、10年前の千花子を思い出す。千花子は幼い娼婦だった。その後、千花子はハルビンで踊り子となり、帰国後は伴奏弾きと結婚し、自分の舞踊会を催すようになった。再会した千花子の野蛮な頽廃に輝く踊りに「彼」は惹かれた。だが千花子の踊りは、子供を出産してから衰えた。「彼」は一芸に専念しなかった千花子を叱った。
そんな様々な回想の中、「彼」は捨てられた雲雀の子を眺めている間に、菊戴を水浴びさせすぎて、あわてて介抱したものの死なせてしまった。その後小鳥屋が持ってきた新しい菊戴も、注意していたのにもかかわらず、また水浴をきっかけに弱らせてしまった。今度は介抱もせずに見殺しにした。
日比谷公会堂で2年ぶりに千花子の舞踊会を観た「彼」は、彼女の踊りの堕落に目をそむけた。楽屋を覗くと、千花子は目を閉じて若い男に化粧をさせていた。その死顔のような顔を見て、「彼」は10年近く前、千花子と心中しようとしたことを思い出す。無心に目を閉じ合掌しながら千花子は「彼」に殺されようとしていた。その姿で「彼」は「虚無のありがたさ」に打たれ、心中を思い止まったのだった。
「彼」は楽屋の廊下で、千花子の元亭主に会った。その伴奏弾きは、しきりに千花子の踊りを褒めた。「彼」は自分も何か「甘いもの」を見つけなければと胸苦しく思うと、一つの文句が浮んできた。それは「彼」は近頃、好んで読んでいた16歳で死んだ少女の遺稿集の中で、娘の死化粧をした母が、少女の死んだ日の日記の終わりに付していた文句であった。「生れて初めて化粧したる顔、花嫁の如し」

## 登場人物
彼
40歳に近い。独身者。厭人癖がある。音楽雑誌に月々金を出し、音楽会や舞踊会に通っている。菊戴、駒鳥、柴犬、緋目高、鯉の子、百舌の子、ワイアーヘアード・フォックス・テリア、ボストン・テリア、木菟などを飼っている。紅雀や黄鶺鴒犬、赤鬚を飼ったこともある。犬の出産と育児が楽しく、雌犬ばかり飼っている。どんな愛玩動物でも見ればほしくなるが、そういう浮気心は結局薄情に等しいことを経験で知る。
千花子
元娼婦。娼婦だった10年前に「彼」と心中未遂したことがある。19歳で投機師に連れられてハルビンでロシア人から3年間舞踊を習い、踊り子となり満州巡業する。その後帰国するが一緒にいた投機師を振り捨てて、伴奏弾きと結婚。子供を1人産んだ。
女中
「彼」の家の女中。彼と一緒に禽獣の世話をしている。
運転手
日比谷公会堂へ向うタクシーの運転手。途中で葬式に出会うのは縁起がいいと言う。
客人
「男と会うのはいやだ、飯を食うのも旅行をするのも相手は女に限る」と言う「彼」に、結婚を勧める。
小鳥屋
何か新しい鳥が手に入ると、黙って「彼」のところへ持ってくる。飼っていた菊戴の番の雄が逃げたため、新しい雄だけを「彼」が注文すると、雌も無料で付けてきた。のち新しい雌らしき方が古い雌に殺される。
近所の子供たち
小学生。芥捨て場に捨てられた雲雀の子を見つけて騒ぐ。その雛は、毒々しい青い家の住人が、行末に鳴鳥として見込みのないものとして捨てていた。
犬屋
腎臓病の持病でしなびた蜜柑のようになっている。ちょっと目を離した隙に、売物の雌のドーベルマンが野良犬に飛びつかれたため、雑種を産まないようにドーベルマンの腹を何度も蹴って死産させる。損をした怒りで黄色い唇を痙攣させる不徳義な男。
ドーベルマンの買手
買った翌晩、死産した子犬を食べているドーベルマンを見て、犬屋にドーベルマンを返品することを、売買の仲介をした「彼」に言いにくる。
若い男
楽屋で千花子の顔に化粧を施している。
千花子の亭主
伴奏弾き。満州巡業で千花子と知り合った。去年の暮に離婚。

## 作品背景
『禽獣』執筆の頃、川端康成の住いは東京市下谷区上野桜木町44番地（現・東京都台東区上野桜木2丁目）から、同じ上野桜木町36番地に転居しており、実際にそこで様々な犬や小鳥を飼っていて、一時は犬が9頭もいたこともあった。
また、1929年（昭和4年）にカジノ・フォーリーの踊り子たちを知り、舞踊にも打ち込んでいたこともあり、その体験を活かした作品となっている。川端は1931年（昭和6年）には、カジノ・フォーリーの人気踊子・梅園龍子を引き抜き、洋舞（バレエ）を習わせ、翌年には本格的な舞踊活動（パイオニア・クインテット）をさせていた。カジノ・フォーリーでの体験は、新聞連載小説『浅草紅団』（1929年12月 - 1930年2月）にも活かされた。
川端は『禽獣』について、〈できるだけ、いやらしいものを書いてやれと、いささか意地悪まぎれの作品であつて、それを尚美しいと批評されると、情けなくなる〉、〈私は『末期の眼』と『禽獣』とが大きらひだ。たびたび批評の足がかりにされたのも、嫌悪の一因かもしれない〉とし、『禽獣』に対する嫌悪感を次のように繰り返して語っている。
この川端の〈自己嫌悪〉に関して、三島由紀夫が「川端さんがいやだとおっしゃるのは、小説家としてのご自分がいやなんですか。もっと奥底にある自分の存在がいやなのですか」と訊ねると、川端は、後者の方だと答えている。
なお、作品のラストで出てくる16歳で死んだ少女の遺稿集は、『山川彌千枝遺稿集』のことである。

## 作品評価・研究
『禽獣』は川端自身が非常に〈嫌悪〉を表明している作品であるが、逆にそこから「川端康成」という作家の本質的なものを探る批評や作家論に発展することが多い作品である。発表当初から様々な評論があるが、三島由紀夫の論などを経た後から本格的な作家論が活発的に展開されるようになった。
王薇婷は、川端が主人公の〈彼〉と同じように、当時純血の犬しか飼っていなかったことや、舞踊と少年少女の文章にも強い関心を示していたことを鑑みて、「犬、舞踊、少女の文章」を〈純粋なもの〉と定義している川端が、その中に存在する〈美〉と〈生の喜び〉について語り、当時「生が衰弱へと傾斜していた」川端にとり、そういった〈純粋なもの〉は「救済」だったとしている。
そして王薇婷は、〈彼〉の家で飼われているのは、すべて〈人工的に、畸形的に〉育てられた愛玩動物であり、〈彼〉が求めているのは、「人工的な〈純粋〉」だと解説し、川端が自作『禽獣』への〈嫌悪〉を繰り返して語った理由は、自身と多くの共通性を持つ主人公の〈彼〉との間に「引くことのできない境界線」をあえて引き、「〈人工の美〉に拘泥する〈彼〉の醜さ」を批評するためだと論考している。
藤本正文は、『禽獣』の中で川端が自身の〈嫌悪〉をいかに処理、定着しているかについて、主人公の〈彼〉の「毒々しい眼」は世間一般の人間に向けられ、他人を刺す一方、その眼は〈彼〉自身にも向けられ、それは「そのまま当の己をも刺す両刃の剣」のような構造をしていると解説している。また、「人間にない生命の純粋さ」を小鳥や犬に見出したときの〈彼〉の眼には、「嫌悪の毒」が全く無いが、しかしながら同時に、「〈彼〉の眼がその瞬間どう浄化されようが、本質的には人間の眼でしかないというところに越え難い淵が横たわる」と考察している。
そして藤本は、千花子の合掌の顔に〈虚無のありがたさ〉を感ずる〈彼〉の祈りは、「禽獣の純粋な生命の讃歌」に通じ、人間・千花子にではなく、「無心の生命」に向けられ、〈彼〉の「共感、感謝」は「禽獣の世界」に注いでいると説明しつつ、川端が〈彼〉の眼を通して、「自己の資質たる感性の両極」を見事に使い分けているとし、〈彼〉の「感性の翼が飛び交う世界」を設定し保護する「知性」は、「観念的な論理が先行するような類のもの」ではなく、「感性自体の特質を知悉した精神の批評性」とでも言うべき性格の「知性」だと考察している。
また、「禽獣の命の讃歌の裏側」には常に「暗闇にも似た死の深淵」が横たわり、「死の闇の中に瞬間的に浮ぶ生命は、その瞬間瞬間のはかなさの一点で時間による風化とは無関係であり得る」とし、以下のように解説している。
三島由紀夫は、『禽獣』には「小説家という人間の畜生腹の悲哀が凄愴に奏でられてゐる」とし、幼くあどけない雌犬が自身でもよく分からないまま分娩をする眼差には、「自分の生んだ作品を眺める作家の眼差」との「残酷な対比」が寓意的に示され、そこには、「作家は本来この犬の眼差をもつ権利がある」という川端の「絶望的な夢想」が見られると考察しながら、その雌犬の「あどけない無責任な眼差」（「造物主の眼差」）を有する権利を欲する芸術家（人間でありながら人間を洞察する宿命を負った作家という存在）が、「人間の眼差をもつて生れたことに呵責」を感じつつも、そのどちらも「捨離」できないという「二重性」のジレンマについて論考している。
また三島は、川端作品の中でも特に『禽獣』を傑作と高く評価し、川端の思想を論じる時に欠かせない重要作だとしつつ、そこでは犬と女の生態が重複していることを指摘し、以下のように解説している。
そして、川端がそこで「地獄」をのぞき、「もつとも知的なものに接近した極限の作品」が『禽獣』であると三島は指摘し、「鋭敏な感受性」を持つ川端のような作家が、もしも救いを求めて、西欧的・批評的である「知力」にすがろうとすれば、「知力」は「感受性」に「論理と知的法則」を与え、「感受性」が論理的に追いつめられ、「極限」（地獄）へ連れていかれることを説明し、川端と同様の契機で横光利一が『機械』で「知的」なものに接近し成功するが、それ以降は「地獄」「知的迷妄」へと沈み、才能があったのにもかかわらず本来の気質に反し作家人生が失敗に終わってしまったのとは対照的に、川端はその「極限」（地獄）の寸前で、あえてそこから身を背け、「情念」「感性」「官能」それ自体の法則のままを保持する「無手勝流」の文学になったと考察している。

## おもな刊行本
- 『水晶幻想』（改造社、1934年4月19日）
  - B6判。厚紙装カバー。
  - 収録作品：「禽獣」「騎士の死」「それを見た人達」「椿」「慰霊歌」「女を売る女」「夢の姉」「父母への手紙」「結婚の技巧」「寝顔」「水晶幻想」
- 『禽獣』（野田書房、1935年5月20日） 限定800部 NCID BN08993737
  - A5判。函入。本文・外装ともに総和紙装。
  - 収録作品：「散りぬるを」「禽獣」
- 文庫版『伊豆の踊子』（新潮文庫、1950年8月20日。改版2003年5月5日）
  - カバー装幀：宮本順子。解説：竹西寛子「川端康成 人と作品」。三島由紀夫「『伊豆の踊子について』」。年譜。
  - 収録作品：「伊豆の踊子」「温泉宿」「抒情歌」「禽獣」
- 文庫版『伊豆の踊子・禽獣』（角川文庫、1951年7月30日。改版1989年、1999年）
  - 装幀：杉浦康平。カバー装獲：蓬田やすひろ
  - 解説：進藤純孝「川端康成――人と文学」。古谷鋼武「作品解説」。川端康成「『伊豆の踊子について』」。年譜。
  - 収録作品：「伊豆の踊子」「青い海黒い海」「驢馬に乗る妻」「禽獣」「慰霊歌」「二十歳」「むすめごころ」「父母」
- 文庫版『抒情歌・禽獣 他五篇』（岩波文庫、1952年6月25日）
  - 装幀：精興社。付録：川端康成「あとがき」
  - 収録作品：「抒情歌」「二十歳」「寝顔」「禽獣」「田舎芝居」「童謡」「イタリアの歌」
- 文庫版『水晶幻想／禽獣』（講談社文芸文庫、1992年4月3日）
  - 装幀：菊地信義。解説：高橋英夫
  - 収録作品：「青い海黒い海」「春景色」「死者の書」「水晶幻想」「抒情歌」「それを見た人達」「禽獣」「散りぬるを」
- 英文版『House of the Sleeping Beauties, and Other Stories』（訳：エドワード・サイデンステッカー）（Kodansha International Ltd.、1969年。改版1980年、新装版2004年）
  - 前文解説（Introduction）：三島由紀夫
  - 収録作品：眠れる美女（House of the Sleeping Beauties）、片腕（One Arm）、禽獣（Of Birds and Beasts）

### 全集収録
- 『川端康成全集第3巻 禽獣』（新潮社、1969年9月25日）
  - カバー題字：松井如流。菊判変形。函入。口絵写真2葉：著者小影、金銅三鈷杵
  - 収録作品：「それを見た人達」「浅草の九官鳥」「慰霊歌」「化粧と口笛」「二十歳」「寝顔」「禽獣」「散りぬるを」「夢の姉」「虹」
- 『川端康成全集第5巻 小説5』（新潮社、1980年5月20日）
  - カバー題字：東山魁夷。四六判。函入。
  - 収録作品：「化粧と口笛」「二十歳」「寝顔」「禽獣」「父母への手紙」「隠れた女」「広告写真」「散りぬるを」「扉」「姉の和解」「田舎芝居」「童謡」「イタリアの歌」「これを見し時」「虹」「父母」「夕映少女」